# Luis Mante
Luís Meza, känd under pseudonymerna Luis Mante och tidigare Diamante, född 14 februari 1992 i Monclova i Coahuila, är en mexikansk fribrottare eller luchador från Mexiko.
Han brottades för Consejo Mundial de Lucha Libre (vanligtvis förkortat som "CMLL") mellan 2009 och 2013. 2013 skadade sig Diamante. Han återvände senare till brottningen och  till ringen, men sågs aldrig mer till i CMLL. Han är numera under kontrakt hos Dragon Gate i Japan.
Meza skulle visa sig bli betydligt mer framgångsrik i Japan än vad han var när han lämnade Mexiko. Efter att ha förlorat en lucha de apuestas-match, mask mot mask mot rivalen Shun Skywalker bytte han artistnamn till Luis Mante, omaskerad. Under detta namn och karaktär skulle han bli Dragon Gates första icke-japanska världsmästare den 24 december 2023.
Meza bar tidigare som många andra mexikanska fribrottare en fribrottningsmask, vilket är vanligt inom Lucha libre. 